# Machadosentis travassosi
Machadosentis travassosi is een soort haakworm uit het geslacht Machadosentis. De worm behoort tot de familie Quadrigyridae. Machadosentis travassosi werd in 1992 beschreven door  Francisco Noronha.